# Шевкунов, Анатолий Константинович
Анатолий Константинович Шевкунов (19 июня 1921 — 17 августа 1991) — Герой Советского Союза. Командир звена 449-го бомбардировочного авиационного полка 244-й бомбардировочной авиационной дивизии, 17-я воздушная армия, Юго-Западный фронт, лейтенант.

## Биография
Шевкунов Анатолий Константинович родился в городе Майкопе (Адыгея) 21 июня 1921 года. В школу пошёл с 6-ти лет, в 1927 году. Учась в школе, изменив дату своего рождения, начал заниматься в 1935 году в аэроклубе города Майкопа. После окончания в 1937 году школы подал документы в Краснодарский медицинский институт для поступления. Так как в это время его отец Шевкунов Константин Филиппович отбывал наказание в исправительно-трудовой колонии, ему было отказано в поступлении в институт. В сложившихся обстоятельствах он стал работать инструктором в аэроклубе города Майкопа, обратившись письменно к «всесоюзному старосте» М. И. Калинину с просьбой разобраться с данной несправедливостью. После положительного ответа он в 1938 году поступил в Краснодарский медицинский институт. После 1-го курса института, в 1939 году, был призван на службу в ряды РККА и направлен в город Таганрог в школу пилотов.
В 1941 году, после окончания Таганрогской военной школы пилотов, в звании сержанта ВВС (офицерские звания для выпускников школ пилотов в это время были отменены) для прохождения службы в строевой части, был направлен в город Вентспилс (Виндава). Первый боевой вылет совершил 22 июня 1941 года во второй половине дня (после налёта немецких самолётов утром приводили в порядок оставшиеся самолёты и взлётную полосу).
После окончания Великой Отечественной войны был направлен на учёбу в Академию имени Жуковского в город Москву, но учиться не захотел и был отчислен (одним приказом с Героем Советского Союза, позже дважды Героем, Ахмет Хан Султаном) и демобилизовался из армии в 1947 году.

## Подвиг
Командир звена 449-го бомбардировочного авиационного полка, 244-й бомбардировочной авиационной дивизии, 17-я воздушная армия, Юго-Западный фронт, лейтенант Шевкунов Анатолий Константинович к сентябрю 1943 года совершил 142 успешных боевых вылета, из них 134 ночью, на разведку и бомбардировку военных объектов и войск противника. В воздушных боях сбил 2 вражеских самолёта.
Звание Герой Советского Союза присвоено Указом Президиума Верховного Совета СССР от 1 июля 1944 года.
С 1946 года капитан Шевкунов — в запасе. Работал в системе ДОСААФ, начальником штаба 295-го авиаотряда и диспетчером в Майкопском аэропорту. Последние годы жил в Краснодаре.
Умер 17 августа 1991 года. Похоронен в Краснодаре на Славянском кладбище.

## Награды
- Медаль «Золотая Звезда»[2];
- орден Ленина[2];
- орден Красного Знамени[3];
- орден Красного Знамени;
- орден Отечественной войны I степени;
- орден Отечественной войны II степени;
- орден Красной Звезды[4];
- медаль За боевые заслуги;
- медаль «В ознаменование 100-летия со дня рождения Владимира Ильича Ленина»;
- медаль «За победу над Германией в Великой Отечественной войне 1941—1945 гг.» (9 мая 1945[5]);
- юбилейная медаль «Двадцать лет Победы в Великой Отечественной войне 1941—1945 гг.» (7 мая 1965[6]);
- юбилейная медаль «Тридцать лет Победы в Великой Отечественной войне 1941—1945 гг.»[7];
- медаль «Сорок лет Победы в Великой Отечественной войне 1941-1945 гг.»[8];
- знак «25 лет победы в Великой Отечественной войне».

## Память
- Имя Героя высечено золотыми буквами в зале Славы Центрального музея Великой Отечественной войны в Парке Победы города Москвы.
- Одна из улиц Майкопа носит имя Героя.
- Одна из улиц Краснодара носит имя Героя.